# Robert Peel (1822–1895)
Sir Robert Peel, 3:e baronet, född 4 maj 1822 i London, död där 9 maj 1895, var en brittisk politiker, äldste son till Robert Peel. 
Peel var i yngre år  (1844-1850) diplomat, ärvde 1850 faderns baronetvärdighet och valdes samma år till underhusledamot för faderns valkrets Tamworth.
Peel ansågs som politiker vankelmodig. Sedan han 1855 blivit yngre amiralitetslord i Palmerstons ministär räknades han som liberal. 
1861-1865 var han minister för Irland under Palmerston, misslyckades som sådan och avlägsnades efter dennes död av Russell. 
På 1870-talet framträdde han som "liberalkonservativ" och bröt helt med Gladstone till följd av dennes orientaliska politik. 
Han lyckades 1884 åter bli invald i underhuset (som konservativ), men nedlade 1886 sin röst vid home rule-frågans avgörande.
Han föll samma år igenom vid valen och sökte sedan förgäves bli vald som home rule-kandidat. 
Peel, som var ivrigt intresserad av kapplöpningar, råkade i ekonomiskt trångmål och sålde 1871 faderns dyrbara tavelsamling till National Gallery.